# Ture Sventon, privatdetektiv (film)
Ture Sventon, privatdetektiv är en svensk-norsk film från 1972 med manus och regi av Per Berglund. Förutom skildringen av Sventons första möte med herr Omar hade filmen inte mycket gemensamt med Åke Holmbergs ungdomsdeckare med samma namn; den innehöll främst inslag från böckerna Ture Sventon i öknen, Ture Sventon och Isabella, Ture Sventon i Paris och Ture Sventon i Stockholm.
Med bland andra Jarl Kulle som Ture Sventon, Gösta Bredefeldt som herr Omar och Eva Henning (i sin sista filmroll) som Sventons sekreterare fröken Jansson. I övriga roller märks Bertil Norström samt Åke Lundqvist som Ville Vessla.
År 1989 sändes en ny version av Ture Sventons äventyr som julkalender, Ture Sventon privatdetektiv.

## Rollista (i urval)
- Jarl Kulle - Ture Sventon, privatdetektiv
- Eva Henning - fröken Jansson, sekreterare
- Gösta Bredefeldt - herr Omar
- Åke Lundqvist - Ville Vessla
- Bertil Norström - Hjalmar Hjortron, kylskåpsdirektör
- Magdalena Malmsjö - Elisabeth Hjortron
- Peter Malmsjö - Henrik Hjortron
- Rolv Wesenlund - Muhammed, pastejbagare
- Willie Hoel - Slarvige Svante
- Henki Kolstad - Monsieur Piccard, hotellvärd
- Aud Schønemann - Mrs. Smith, amerikanska
- Bab Christensen - Madame Camembert

## Filmmusik (i urval)
- The Arab World, kompositör John Leach
- Close to Midnight, kompositör Dennis Williams
- Under dubbelörnen/Unter dem Doppel-Adler, kompositör Josef Franz Wagner
- Livet i Finnskogarna, kompositör Carl Jularbo, text Svarta Masken
- Stilla natt, heliga natt, kompositör Franz Gruber, text Joseph Mohr, svensk text Carl Oscar Mannström
- Jag är blott en man, kompositör och text Benny Andersson, Björn Ulvaeus och Stig Anderson
- samt tre julsånger